# Rhodostrophia decolor
Rhodostrophia decolor är en fjärilsart som beskrevs av Leo Andrejewitsch Sheljuzhko 1955. Rhodostrophia decolor ingår i släktet Rhodostrophia och familjen mätare. Inga underarter finns listade.